# Samuel ibn Tibbon
Samuel ben Jehuda ibn Tibbon (geboren 1160 in Lunel; gestorben 1230 in Marseille), der Sohn von Jehuda ibn Tibbon, war ein jüdischer Autor und Übersetzer des Mittelalters aus der Familie Ibn Tibbon.
Im Testament seines Vaters wurde Samuel für sein ungezügeltes Benehmen getadelt. Später verließ er Lunel und lebte in Arles, Béziers und Marseille.
Am bekanntesten ist er als hebräischer Übersetzer des Führers der Unschlüssigen von Maimonides aus dem Arabischen ins Hebräische geworden. Für diese Aufgabe bat er den Autor um Hilfe und erhielt detaillierte Anweisungen über die Übersetzungsarbeit im Allgemeinen sowie eine Darstellung der Schwierigkeiten bei der Übersetzung des fraglichen Werks von Maimonides. In seiner Einführung erläutert Samuel seine Methode beispielsweise bei Fragen der Terminologie und der Syntax. Seine Übersetzung wurde zu einem großen Erfolg und legte den Stil für philosophisches Hebräisch für Jahrhunderte fest. Er stellte ein alphabetisch angeordnetes Glossar mit unüblichen Ausdrücken im Führer der Unschlüssigen zusammen und erläuterte einige Begriffe ausführlich.
Von Maimonides übersetzte er außerdem die Abhandlung über die Auferstehung, den „Brief nach Jemen“ und den Kommentar zu den Sprüchen der Väter.
Zu seinen Übersetzungen medizinischer Werke gehört ein Kommentar von Ali ibn Ridwan zu Galens Ars Parva, der auf Hebräisch unter dem Titel Perusch Melacha Ketanna („Erklärung der kleinen Kunst“) erschien.
Als Autor hat er einen Kommentar über Kohelet verfasst.